# Lualaba (Provinz)
Koordinaten: 10° 42′ S, 25° 0′ O
Lualaba ist eine Provinz der Demokratischen Republik Kongo. Hauptstadt von Lualaba ist die Großstadt Kolwezi, die Einwohnerzahl des Gesamtgebiets betrug 2015 2.570.000 Einwohner.

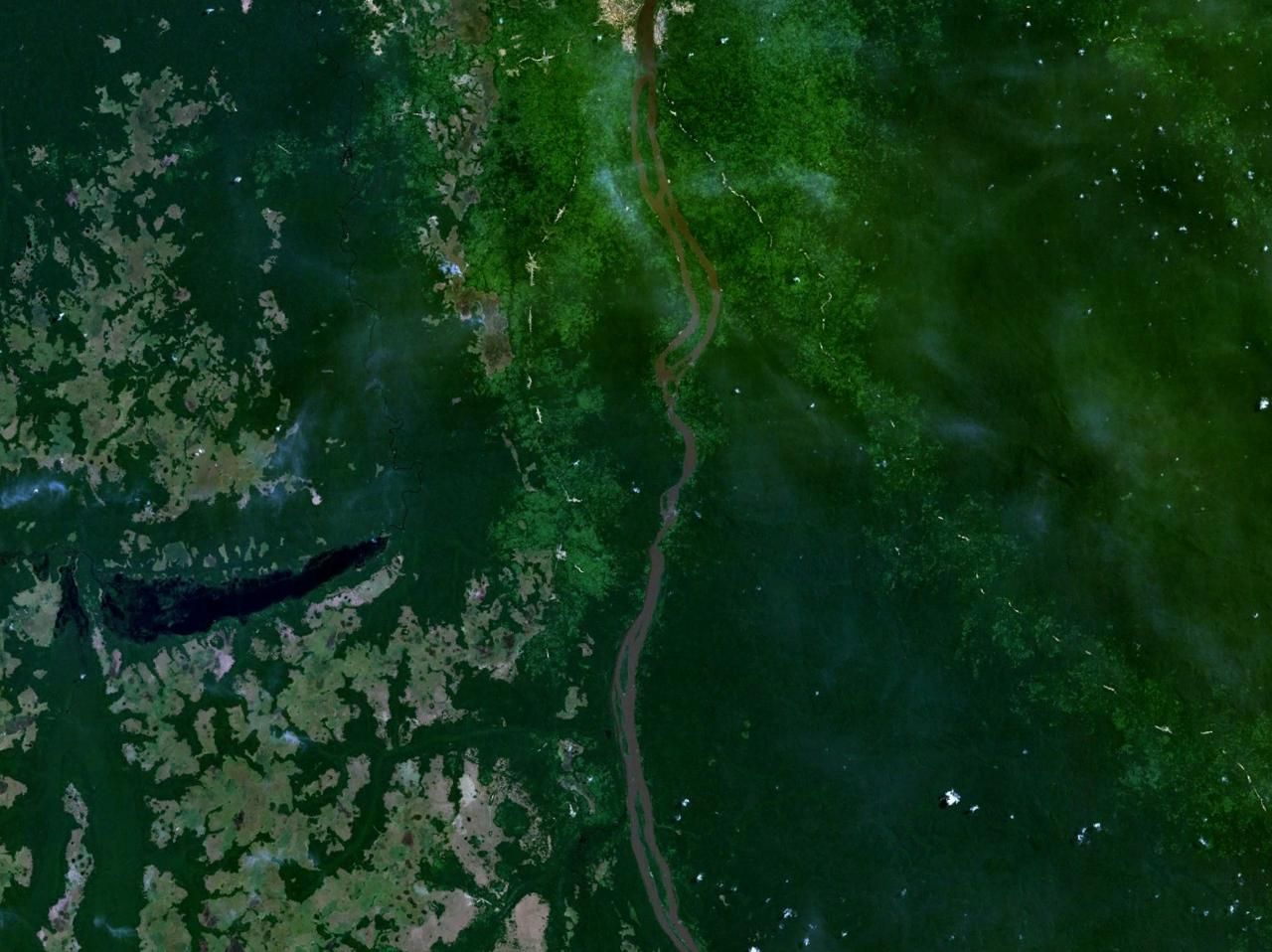
Der Fluss Lualaba, nach dem die Provinz benannt ist

## Geographie
Lualaba liegt im Süden des Landes und grenzt im Norden an Kasaï-Central und Lomami, im Nordosten an Haut-Lomami, im Osten an Haut-Katanga. Im Südosten grenzt sie an die Nordwestprovinz in Sambia und im Südwesten und Westen an  die Provinzen Moxico, Lunda Sul und Lunda Norte in Angola. Eine Grenzstadt zu Angola ist Dilolo.

### Verwaltungsgliederung
Die Provinz unterteilt sich in die fünf Territorien Dilolo, Kapanga, Sandoa, Mutshatsha und Lubudi sowie die Stadt Kolwezi.

## Geschichte
Das Gebiet der heutigen Provinz Lualaba gehörte nach der Unabhängigkeit der DR Kongo im Jahr 1960 zu dem sich abspaltenden Staat Katanga, der 1963 wieder in das Mutterland integriert wurde und die Provinz Katanga bildete. Gemäß der administrativen Neueinteilung des Landes, welche in der Verfassung von 2005 vorgesehen war, sollte die Provinz Katanga aufgeteilt und der Distrikt Lualaba sowie drei weitere Distrikte Katangas den Provinzstatus erhalten und als eine von 26 Provinzen eine eigenständige Verwaltung und ein eigenes Regionalparlament bekommen. Im Januar 2011 wurde diese Reform durch eine umstrittene Verfassungsänderung von Präsident Joseph Kabila praktisch abgesagt. Schließlich wurde sie 2015 doch umgesetzt und Lualaba damit zur Provinz erhoben.